# Branding (tatuaggio)

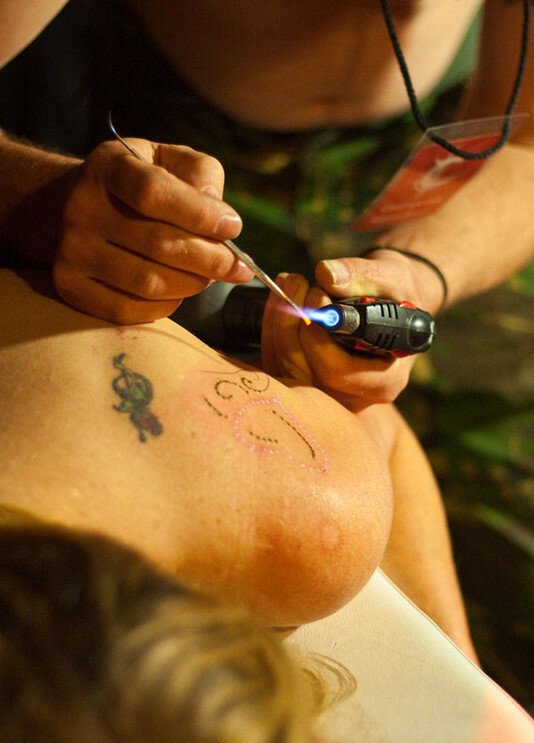
Esempio di tatuaggio branding su una Donna

Il branding o marchiatura a fuoco è un tipo di modificazione corporea affine alla scarificazione in cui vengono applicati stampi incandescenti al fine di formare un disegno permanente sulla pelle.

## Caratteristiche
In questa pratica vengono provocate ustioni di terzo grado o utilizzando barrette o punte di acciaio incandescenti, oppure con scosse elettriche localizzate. Inizialmente veniva costruito uno "stampo" con l'immagine desiderata, adesso le immagini vengono disegnate come normali tatuaggi. Si ottengono così sulla pelle disegni, simboli o lettere di colore rosso carne, in rilievo.

## Storia
Il branding deriva dall'uso passato di marchiare a fuoco schiavi, eretici o prigionieri. La riscoperta di tale pratica è infatti dovuta alla volontà delle comunità afroamericane di rivendicare la proprietà di loro stessi.
In seguito il branding è stato adottato da gang e bande che vedevano nella resistenza a tale dolore la prova della fedeltà di un componente e la sua legittimazione come appartenente al gruppo.
Il branding però è oggi anche semplicemente da appassionati delle modificazioni corporee. Ha un uso assai minore e molto raro nelle comunità BDSM come pratica sadomasochista.

## Precauzioni e procedura
In molti paesi per legge è vietato usare anestetici al di fuori delle strutture ospedaliere, e così il branding viene effettuato senza anestesia. Inoltre trattandosi pur sempre di ustioni di terzo grado è alto il rischio di contrarre gravi infezioni.